# Doliochastis homograpta
Doliochastis homograpta är en fjärilsart som beskrevs av Edward Meyrick 1920. Doliochastis homograpta ingår i släktet Doliochastis och familjen vecklare. Inga underarter finns listade i Catalogue of Life.